# Ravine Benoit
Die Ravine Benoit ist ein kurzer Bach in St. Cyr an der Küste im Osten von Dominica im Parish Saint David.

## Geographie
Die Ravine Benoit entspringt auf der Anhöhe von St. Cyr und stürzt in kurzem, steilem Lauf nach Osten, wo sie nach wenigen hundert Metern südlich der Pointe Belair in den Atlantik mündet.
Der Fluss liegt zwischen den Einzugsgebieten von Salibia River und Kusarakua.